# Verfolgung von Menschen mit Albinismus

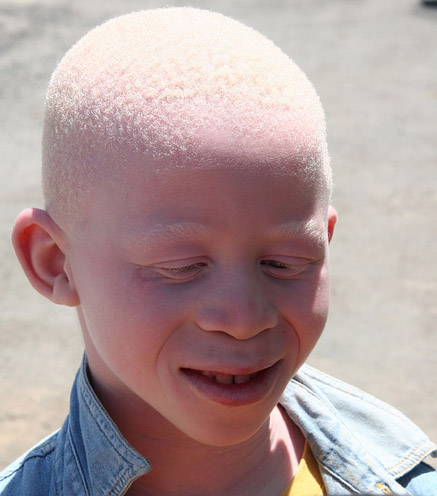
Ein Kind mit Albinismus

Die Verfolgung von Menschen mit Albinismus (englisch Persecution of people with albinism; teils abgekürzt als PWA) basiert auf dem Glauben, dass bestimmte Körperteile albinistischer Menschen magische Kräfte übertragen können. Ein solcher Aberglaube ist, vor allem in einigen Teilen der afrikanischen Region der Großen Seen vorhanden, er wurde von Hexendoktoren und anderen, die solche Körperteile als Zutaten in Ritualen, Zaubertränken und Tränken verwenden, mit der Behauptung verkündet und ausgenutzt, dass ihre Magie dem Anwender Wohlstand bringen wird (Muti oder Medizinmord).
In der Folge wurden Menschen mit Albinismus verfolgt, getötet und zerstückelt, Gräber von Albinos ausgehoben und geschändet. Gleichzeitig wurden Menschen mit Albinismus auch geächtet und sogar aus genau dem entgegengesetzten Grund getötet, weil man davon ausgeht, dass sie verflucht sind und Unglück bringen. Die Verfolgungen von Menschen mit Albinismus finden vor allem in afrikanischen Gemeinden südlich der Sahara statt, insbesondere unter Ostafrikanern.:81
Albinismus ist eine seltene genetisch vererbte Erkrankung, die weltweit nur etwa einen von zwanzigtausend Menschen betrifft. Die helle Haut und die blauen Augen sind auch auf Mutationen in Albinismus-Genen zurückzuführen. Albinismus tritt sowohl bei Männern als auch bei Frauen auf und ist nicht ethnisch spezifisch. In Europa ist Albinismus aufgrund der geringen Pigmentierung großer Teile der Bevölkerung weniger sichtbar. In Gesellschaften mit stärkerer Pigmentierung ist die Krankheit nicht häufiger, sondern lediglich auffälliger. Beide Eltern, die selbst Albinos sein können oder nicht, müssen das Gen tragen, wenn es an das Kind weitergegeben werden soll. Statistiken zeigen, dass fünfzig Prozent der albinistischen Menschen in Tansania einen bekannten albinistischen Verwandten haben,:80 obwohl nur sehr wenige die genetischen Ursachen dieser Krankheit verstehen oder darüber aufgeklärt sind. Viele glauben, dass es sich um eine Strafe Gottes oder um Pech handelt und dass ihre „Krankheit“ ansteckend sein könnte, häufig auch die örtlichen Mediziner. Diese Missverständnisse, gepaart mit der mangelnden Ausbildung, sind einige der Hauptgründe dafür, dass Albinismus so stark verfolgt wird. Volksmärchen und Aberglaube nehmen in den Köpfen vieler einheimischer Afrikaner mit und ohne Albinismus den Platz wissenschaftlicher Fakten ein, was wiederum große Auswirkungen auf die soziale Integration albinistischer Menschen in die afrikanische Gesellschaft hat. Achtundneunzig Prozent der Albinos sterben im Alter von höchstens vierzig Jahren aus Gründen, die leicht zu verhindern wären.

## Aktuelle Statistik der Verfolgung albinistischer Menschen
Ein Bericht wurde am 1. April 2014 vom Büro der kanadischen Wohltätigkeitsorganisation Under the Same Sun in Daressalam, Tansania, veröffentlicht. Unter dem Titel Reported Attacks of Persons with Albinism (Angriffe auf Personen mit Albinismus) werden in dem Dokument 180 Länder überprüft und 129 kürzliche Morde und 181 weitere Angriffe aufgeführt, die alle in 23 afrikanischen Ländern stattfanden. Zu diesen Angriffen gehören Verstümmelungen, Gewalt, Grabschändungen und Fälle von Asylsuchenden.

### Tansania
In Tansania kommt auf eine von 1429 Geburten ein Albino, eine viel höhere Rate als in jeder anderen Nation. Laut Al-Shymaa Kway-Geer, einem Albino-Abgeordneten, gibt es in Tansania 6977 offiziell registrierte Albinos. Man geht jedoch davon aus, dass bis zu 17000 nicht registriert sind. Eine Reihe von Albinos sind in die Gegend von Daressalam eingewandert, da sie sich in einer städtischen Umgebung sicherer fühlen. Man geht davon aus, dass Tansania die größte Population von Albinos in Afrika hat. Albinos werden besonders in Shinyanga und Mwanza verfolgt, wo Hexendoktoren den Glauben an die potentiell magischen und abergläubischen Eigenschaften der Körperteile von Albinos gefördert haben. Es gibt weitere Probleme, die sich aus der mangelnden Aufklärung über den Albinismus ergeben. Väter verdächtigen die Mutter des Albinokindes oft der Untreue gegenüber einem weißen Mann oder dass das Kind der Geist eines europäischen Kolonisten ist. Dies kann zu einer immensen Belastung für Familien und Beziehungen führen. Ein Albinokind wird oft als schlechtes Omen angesehen und als unerwünscht behandelt. Viele Albinokinder werden aufgrund dieser abergläubischen Ansichten Opfer von Kindermord.

### Malawi
Nach 2015, als Tansania härtere Maßnahmen gegen die Gewalt gegen Albinos erließ, hat Malawi einen „steilen Anstieg der Tötungen“ erlebt, mit 18 gemeldeten Tötungen seit November 2014, und die wahrscheinliche Zahl der Tötungen ist wegen der vermissten Personen und der nicht gemeldeten Morde höher. Präsident Peter Mutharika hat ein Komitee zur Untersuchung der Situation gebildet. Darüber hinaus wurde in Malawi in der jüngeren Geschichte eine immense Anzahl von Gräbern von Albinos ausgeraubt. Im Jahr 2017 fand die Polizei mindestens 39 Fälle, in denen die Leichen von Albinos illegal aus ihren Gräbern entfernt wurden oder Körperteile von ihren Leichen entfernt wurden. Ein weiteres Phänomen, das ebenfalls zu beobachten ist, ist die Zunahme von religiösen Führern, Polizei- und Regierungsbeamten, die wegen der Ermordung von Albinos in Malawi angeklagt und verurteilt werden. Seit 2018 gibt es Spekulationen, dass Präsident Mutharika Schritte zur Einführung der Todesstrafe für verurteilte Mörder von Albinos unternimmt, um die Zahl der verübten Angriffe deutlich zu verringern, indem er diejenigen, die dies aus geschäftlichen oder religiösen Gründen tun, in Angst und Schrecken versetzt und sie für Hexendoktoren und andere Menschen, die dem Aberglauben folgen, wesentlich weniger akzeptabel macht. Es gibt zwar die Todesstrafe, aber seit dem Regierungswechsel zur Demokratie im Jahr 1994 wurde sie nicht mehr angewandt, und Verurteilte, die die Todesstrafe erhalten, sitzen stattdessen lebenslang im Gefängnis. Der Präsident sieht darin eine Möglichkeit, die gerichtliche Kontrolle zu verschärfen und an der Ausrottung der an Albinos begangenen Hassverbrechen zu arbeiten.

## Ursprünge von Mythen und Aberglauben, die die Verfolgung von Menschen mit Albinismus verursachen
Afrikanische Rituale und spirituelle Vorstellungen über Albinismus haben zu brutalen Morden und Angriffen auf unschuldige Männer, Frauen und vor allem Kinder geführt. Diese Ideen gibt es seit vielen Generationen, aber in den letzten Jahren haben Hexendoktoren falsche Vorstellungen über das Versprechen von Reichtum, Erfolg und Macht vermittelt, wenn Albinohaare oder -glieder in einem Zaubertrank als Teil von Hexenpraktiken verwendet werden. Dies hat auf nationaler und internationaler Ebene öffentliche Aufmerksamkeit erregt, da diese Verbrechen als Verbrechen gegen die Menschenrechte gemeldet wurden. „Kindermord, Entführung, Amputationen und Enthauptungen, die begangen werden, um hochgeschätzte Körperteile für Amulette zu beschaffen, die dann auf einem unterirdischen Hexenmarkt verkauft werden“:79 Daher verursacht dies große Unruhe und Angst unter der Albino-Bevölkerung, die geschützt werden muss und oft in einem Zustand der Einsamkeit lebt, nur um ihr eigenes Leben zu schützen und zu verhindern, wie Tiere gejagt zu werden:80
Der US-Kongressabgeordnete Gerry Connolly hat 2010 ein Gesetz zum Schutz von Albinos eingeführt und die lokalen Regierungen aufgefordert, Albinos zu schützen. Er erklärte: „Mit ihrer Hilfe und der Verabschiedung dieser Resolution heute können wir vielleicht ein Ende dieser schrecklichen und abscheulichen Verbrechen herbeiführen.“
Es ist klar, dass „die Hauptantriebskräfte, die diesen Profiling-Verbrechen zugrunde liegen, Unwissenheit, Mythos und Aberglaube sind, wie der Glaube, dass Menschen mit Albinismus Superkräfte besitzen oder dass ihre Körperteile Glück und Gesundheit schenken“:79 Es ist allgemein bekannt, dass in vielen Gemeinschaften, vor allem in Tansania und Teilen Ostafrikas, abergläubische Ansichten, die aus alten spirituellen Überzeugungen abgeleitet und von den örtlichen Hexendoktoren verstärkt wurden, durch Jahrhunderte ritueller Praktiken und mythischer Überzeugungen getragen wurden. Dies stellt eine ernsthafte Gefahr für das Leben von Menschen mit Albinismus dar, da die Menschen glauben, dass es ihnen je nach den unterschiedlichen Auslegungen Reichtum, Macht, Erfolg oder Gesundheit bringen wird. Führende Polizeibeamte behaupten, dass diese Körperteile auf dem Schwarzmarkt für bis zu 75.000 US-Dollar für ein Set von Armen, Beinen, Ohren und Genitalien einer Person mit Albinismus verkauft werden können:79 Daher gab es in den letzten zehn Jahren eine große Anzahl von Albinomorden, insbesondere in Burundi und Tansania, wo 2007 mehr als siebzig dokumentierte Morde stattfanden und 150 Körperteile von Albinos abgehackt worden sein sollen. Jetzt liegt die Zahl der Tötungen bei weit über hundert, mit niedrigen Verurteilungsraten, und Albinos lassen sich weiterhin Gliedmaßen abtrennen, wodurch viele verkrüppelt oder stark verstümmelt, traumatisiert und gefoltert werden.
Diese Bedrohung für Albinos hat das Potenzial, extreme Traumata und Stress in ihrem täglichen Leben zu verursachen, die bereits durch den Stress ihres Zustandes beeinträchtigt werden, die Haut und das Sehvermögen beeinträchtigen und Albinos in einen ständigen Zustand der Unsicherheit und des Misstrauens versetzen. Laut Navi Pillay, der Hohen Kommissarin der Vereinten Nationen für Menschenrechte, ist das Bildungsniveau der Albinos aufgrund der oft auftretenden sozialen und bildungsbezogenen Ausgrenzung sehr niedrig, so dass es ihnen an sozialen und wirtschaftlichen Instrumenten für ein produktives Leben fehlt. Es ist auch „ein weit verbreiteter Glaube, dass Albinos eine geringe Gehirnkapazität haben und nicht in der Lage sind, auf dem gleichen Niveau wie 'normale Menschen' zu funktionieren“. Daher ist ihre Lernfähigkeit oft mangelhaft, weil hundert Prozent der Albinos an irgendeiner Form von Sehbehinderung leiden und es oft nicht genügend Bildungseinrichtungen, Lernmittel oder finanzielle Mittel gibt, um Kinder mit eingeschränkter Sehkraft zu unterstützen. Dies führt zu umfangreichem Mobbing, Ausschluss aus Gleichaltrigengruppen, geringem Selbstwertgefühl und Selbstvertrauen sowie zu emotionalen und psychischen Erkrankungen, die auf die Ablehnung durch die Gesellschaft und oft auch durch Familienmitglieder zurückzuführen sind, die abergläubische Mythen über Albinos hegen. Es zeigt sich deutlich, dass unabhängig davon, welches mythische oder spirituelle Mantra eine Person verfolgt oder an Albinos glaubt, es in „fast allen Kulturen in der Region Ostafrika die allgemeine Ansicht gibt, und einige vertreten immer noch die Ansicht, dass Albinos weniger wünschenswerte Wesen sind, die weniger als Menschen sind“.:9 Daher wurden speziell für Albinos Heimstätten und Schulen wie die Albinoschule von Buhangija als sichere Umgebung zum Lernen, Wachsen und dauerhaften Aufenthalt geschaffen. Viele Kinder haben Angst, jemals zu ihren Familien zurückzukehren, da sie glauben, dass sie selbst von ihren engsten Verwandten getötet werden könnten. Die Insel Ukerewe ist ein Schlüsselbeispiel dafür, das in dem Film gezeigt wird, in dem eine große Gemeinschaft von Menschen mit Albinismus lebt, auf der 62 Albinos leben, die höchstwahrscheinlich in Einsamkeit und fernab von Albino-Jägern bleiben.
In dem UN-Bericht, der als Teil der Resolution 23/13 des Menschenrechtsrats vom 13. Juni 2013 vorgelegt wurde, heißt es, dass Albinos oft als „Geister und nicht als Menschen angesehen werden, die von der Weltkarte ausgelöscht werden können“:5 Sie werden oft als Teufel oder Menschen verfolgt, die ein schlechtes Omen sind oder unter einem Fluch leiden. In einigen Gemeinschaften wird „geglaubt, dass der Kontakt mit ihnen Unglück, Krankheit oder Tod bringt“:5 Daher handelt es sich hier allein um Diskriminierung und geistige und emotionale Verfolgung, bei der es auch ohne brutale körperliche Verfolgung zu schwerem Mobbing von Kindern, Ausgrenzung und Verlassenwerden kommt.
Die Themen, die den Menschenrechtsrat der Vereinten Nationen ins Rampenlicht gerückt haben, sind jedoch die Ermordung von Albinos zum Zwecke der Medizin und der Zerstückelung sowie die Angriffe und die Ermordung von Personen mit Albinismus. Ein weiterer Mythos, der Menschen mit Albinismus ein Risiko auferlegt, ist der Glaube, dass „Geschlechtsverkehr mit einer Frau oder einem Mädchen mit Albinismus HIV/AIDS heilen kann“:5 Man glaubt, dass die Opferung von Albinos auch „den Gott des Berges besänftigt“:5 wenn die Furcht vor einem Vulkanausbruch möglich ist, und man glaubt, dass das Ziehen an den Haaren von Albinos Glück bringen kann. Es wird auch berichtet, dass „Bergleute die Knochen von Menschen mit Albinismus als Amulette verwenden oder sie dort begraben, wo sie nach Gold bohren“:5 Die auftretenden Angriffe führen in der Regel zum Tod oder zu schweren Verstümmelungen des Albinos, was laut Menschenrechtsrat in „einigen Fällen Organhandel, Menschenhandel und Verkauf von Kindern, Kindermord und Aussetzung von Kindern“:6 einschließen kann.

## Aktion gegen Verfolgung
Angesichts der eskalierenden Morde verurteilte Präsident Kikwete öffentlich und wiederholt Hexendoktoren, ihre Helfer und Mittelsmänner sowie die Auftraggeber, zu denen auch Mitglieder der Polizei gehören, für diese Morde. Zu den Opfern gehören auch Kinder, die ihren Eltern entrissen oder entführt wurden. Die Mörder und ihre Komplizen verwenden Haare, Arme, Beine, Haut, Augen, Genitalien und Blut in Ritualen oder für Hexentränke.
Der Hohe Kommissar der Vereinten Nationen für Menschenrechte hat einen vorläufigen Bericht über die Diskriminierung von Menschen mit Albinismus veröffentlicht:5 Dieser Bericht wurde als Teil der Resolution 23/13 des Menschenrechtsrates vom 13. Juni 2013 vorgelegt. Er bekräftigt, dass „die Staaten spezifische Maßnahmen ergreifen würden, um die Rechte auf Leben und Sicherheit von Menschen mit Albinismus sowie ihr Recht, nicht gefoltert und misshandelt zu werden, zu schützen und zu bewahren und ihren Zugang zu angemessener Gesundheitsversorgung, Beschäftigung, Bildung und Justiz zu gewährleisten“:1 Die Diskriminierung von Albinos wird häufig von Familienmitgliedern und Verwandten, insbesondere bei der Geburt, demonstriert, und Misshandlungen durch die Gesellschaft im Allgemeinen sind weit verbreitet, wenn es schwerwiegende Probleme der sozialen Ausgrenzung und Stigmatisierung gibt. Die Resolution 23/13 erklärt die Besorgnis des Menschenrechtsrats über „Angriffe auf Personen mit Albinismus“:3 Daher ermutigte der Rat den Hohen Kommissar der Vereinten Nationen für Menschenrechte (OHCHR), einen Bericht vorzulegen. Navi Pillay ist die derzeitige Hohe Kommissarin der Vereinten Nationen für Menschenrechte. Als Vertreterin legte sie am 11. März 2014 eine Botschaft vor, in der sie einen Überblick über den aktuellen Stand der Diskriminierung von Personen mit Albinismus und mögliche Wege für Veränderungen und Entwicklungen beim Schutz von Albinos gab. "Menschen mit Albinismus haben das Recht, ohne Furcht oder Schikanierung, Diskriminierung, soziale Ausgrenzung, Tötung und Zerstückelung zu leben. Dieses Filmmaterial wurde am 13. März 2014 veröffentlicht, um einen Überblick über die aktuelle Situation von Albinos zu geben, die in der Angst leben, für die Zwecke der Mordmedizin ermordet oder gefangen genommen zu werden, und von Hexendoktoren, die an das magische Potenzial der Haare und Gliedmaßen von Albinos glauben.
Ein weiteres zentrales Thema ist der Einfluss der Aufklärung der Öffentlichkeit, um die Beseitigung des sozialen Stigmas zu fördern, das mit Albinos in einer Gesellschaft verbunden ist, die nicht vollständig versteht, dass Albinismus kein Fluch oder ein spiritueller Geist ist, sondern einfach nur eine Hautkrankheit. In Simbabwe hat man Albinos den Namen sope gegeben, was darauf hinweist, dass sie von bösen Geistern besessen sind, und in Tansania sind sie als nguruwe bekannt, was „Schwein“ oder zeru, was „Geist“ bedeutet. Der Bericht erörtert die „schwersten Menschenrechtsverletzungen, denen Menschen mit Albinismus ausgesetzt sind, wobei der Schwerpunkt auf den rituellen Tötungen und Angriffen liegt, denen sie ausgesetzt sind“:3 Er enthält auch Empfehlungen für Maßnahmen der internationalen Gemeinschaft und der Mitgliedstaaten gegenüber Menschen mit Albinismus.

## Zukünftige Pläne
Der Generalsekretär des Internationalen Verbandes, Bekele Geleta, stellt fest, dass „der Albinismus eine der bedauerlichsten Schwachstellen ist … und unverzüglich auf internationaler Ebene angegangen werden muss“:20 Dies ist ein Schrei nach internationaler Aufdeckung und hilft sicherzustellen, dass Menschen, die an Albinismus leiden, vor unmenschlichen Tötungen geschützt werden können und vor den gnadenlosen Jägern von Albinokörperteilen für ihre Tränke und ihre spirituelle Medizin geschützt werden können. „Zu den Hauptthemen, die angegangen werden sollten, gehören die Aufklärung über Hautkrebsvorbeugung, Stigmatisierung und Diskriminierung sowie die rasche Verfolgung von Albino-Jägern und ihren Sponsoren“:80 Es ist daher klar, dass Albinos in ihrem Leben mit vielen Problemen konfrontiert sind und auf der Grundlage der Menschenrechte geschützt werden müssen, auch wenn sie anders aussehen und sich von jeder anderen Rasse auf der Erde unterscheiden. Es ist „unerlässlich, die medizinische Gemeinschaft und die allgemeine nationale und internationale Öffentlichkeit über die Tragödien zu informieren, denen Albinos ausgesetzt sind, um sie vor Hautkrebs und rituellen Morden durch Personen zu schützen, die auf geheimen Märkten nach Reichtum streben und dabei die Hexerei verewigen“.
Die Regierung hat eine Reihe von Maßnahmen ergriffen, um die Albinopopulation zu schützen. Der Präsident ordnete im Frühjahr 2008 ein hartes Vorgehen gegen Hexendoktoren an. Darüber hinaus wurde eine Albinofrau, Al-Shymaa Kway-Geer, zur Parlamentsabgeordneten ernannt, der erste Albino in einer solchen Position in der Geschichte Tansanias. Der Polizei wurde auch geraten, Listen von Albinos zu erstellen und ihnen besonderen Schutz zu gewähren.
Um Grabräuber zu vereiteln, sollten die Gräber der Albinisten mit Beton versiegelt werden. Bis Oktober 2008 hatten die Morde jedoch nicht nachgelassen, und obwohl einige Verdächtige festgenommen wurden, gab es noch keine Verurteilung. Es wurde geschätzt, dass seit März 2007 über 50 Morde stattgefunden hatten, viele davon in den Bergbau- und Fischergemeinden in der Nähe des Victoria-Sees, insbesondere in Mwanza, Shinyanga und Mara.
Im Januar 2009 „hatte Premierminister Pinda den Albino-Jägern den Krieg erklärt, und in dem Bemühen, den Handel mit Albino-Körperteile zu unterbinden, hatte er allen Hexenärzten des Landes, die die Körperteile in ihren schwarzmagischen Fetischen verwenden, die Lizenzen entzogen“.

### Verurteilungen gegen Albino-Jäger
Die erste Verurteilung wegen der Tötung eines Albinos in Tansania überhaupt erfolgte am 23. September 2009 vor dem Obersten Gerichtshof in Kahama. Dieses „bahnbrechende Urteil“ war darauf zurückzuführen, dass zu diesem Zeitpunkt mehr als 50 Morde bekannt waren, und es war die erste tatsächliche Verurteilung. Die Verurteilung erfolgte nach der Ermordung und Verstümmelung eines 14-jährigen Jungen, Matatizo Dunia, der im Dezember 2008 von drei Männern im Distrikt Bukombe in der Region Shinyanga angegriffen wurde. Die Männer trugen Dunia spät in der Nacht aus seinem Haus, bevor sie ihn brutal ermordeten.
Einer von ihnen wurde später mit Dunias Bein in seinem Besitz gefunden. Die übrigen Körperteile von Dunia befanden sich versteckt im Gebüsch. Die Männer gestanden den Wunsch, Dunias Körperteile an einen Hexenarzt zu verkaufen, aber trotzdem hatte ihr Anwaltsteam das Todesurteil durch Erhängen, das die drei Männer erhalten würden, nicht vorausgesehen.
Die in Kanada und Tansania ansässige Aktivistenorganisation Under The Same Sun Albinism lobte den Durchbruch, doch ihr Gründer Peter Ash bemerkte dazu: „Das ist eine Überzeugung. Es gibt 52 weitere Familien, die noch auf Gerechtigkeit warten“. Der Vorsitzende der Tansanischen Albinogesellschaft, Ernest Kimaya, forderte, dass die Hinrichtung öffentlich gemacht wird, um anderen zu zeigen, dass das Problem der Tötung von Albinos ernst genommen werden muss.
Dieses Problem mit der Hexerei und ihrer Macht und ihrem Einfluss besteht darin, dass ein Hexendoktor, wie er fast immer „von der Gesellschaft als ultimative Wahrheit verehrt wird“.:3 Die meisten Stämme in der Antike hätten Kindermord an einem Albinokind begangen, wenn sie es als böses Omen ansahen, wie es von den Sukuma, den Digo und den Massai praktiziert wurde.:5 In einigen Stämmen wurden den Albinos jedoch Opfergaben für die Götter oder für solche Zwecke wie Tränke dargebracht, wofür sie auch heute noch im 21. „Einer der gefährlichsten Mythen und der Kernpunkt der jüngsten Angriffe auf die PWA ist, dass ihre Körperteile zu Tränken verarbeitet werden können, die ihren Benutzern Glück und Reichtum bringen“.:4
Im Jahr 2006 wurde über einige der ersten öffentlich berichteten Morde in den Medien gesprochen, wie zum Beispiel über die 34-jährige Albinofrau Arithi, die mit abgehackten Armen und Beinen ermordet und verkauft wurde. Einige Fälle, die in den letzten Jahren eine Schlüsselrolle spielten, traten erstmals 2008 auf, als ein tansanischer Mann versuchte, seine Albinofrau für einen Preis von 3.000 US-Dollar an kongolesische Geschäftsleute zu verkaufen. Obwohl es den Geschäftsleuten gelang, ihrer Verhaftung zu entkommen, wurde Interpol mit dem Versuch beauftragt, diese Männer aufzuspüren. Dies führte dazu, dass Präsident Jakaya Kikewere eine Verschärfung der Polizei und den Schutz vor Strafverfolgung anordnete, doch aufgrund der Korruption gibt es immer noch Beweise dafür, dass sogar Polizisten bestochen und „gekauft“ werden, um bei bestimmten Verbrechen ein Auge zuzudrücken, wenn sie einen finanziellen Gewinn erhalten. Obwohl laut BBC News hundertsiebzig Hexenärzte wegen der Beteiligung an unmenschlichen Interaktionen und Absichten mit Albinos verhaftet wurden.
Ein weiteres Beispiel, das sich ereignete, als zwei Mütter, die von Banden mit Macheten angegriffen wurden, um an ihre Albinokinder zu gelangen. Die Männer brachen auf der Suche nach den Kindern in ein Flüchtlingshaus, das als Lugufu-Lager in Kigoma bekannt ist, ein; obwohl die Kinder unangetastet blieben, wurden die Frauen schwer verletzt. Ein weiterer Fall, der vom US-Kongressabgeordneten Gerry Connolly aufgedeckt wurde, war im November 2008 in Ruyigi, Burundi, wo der Fall eines 6-jährigen Albinomädchens aufgedeckt wurde, das erschossen wurde und dessen Kopf und Gliedmaßen abgehackt wurden, so dass nur noch der zerstückelte Torso übrig blieb.

## Organisationen zur Verhinderung von Verfolgung
Viele Organisationen sind gegründet worden, um zum Schutz und zur Versorgung von albinistischen Gemeinden beizutragen. Es wurden auch Filme produziert, um zu ermutigen, aufzuklären und ein internationales Verständnis für die Prozesse zu schaffen, denen Menschen mit Albinismus in einer modernen Welt ausgesetzt sind, in der es immer noch um alte Rituale und Praktiken geht, die zum Mord für die Medizin ermutigen. Dies verstößt gegen alle internationalen Menschenrechtsvorschriften, und deshalb ist es wichtig, dass Menschen mit Albinismus kollektiv geschützt werden. Organisationen wie die National Organization for Albinism and Hypopigmentation (NOAH), das Tansania Albino Centre (TAC) mit Sitz in Arusha, Tansania, haben sich zum Ziel gesetzt, „das Leben von Albinos durch pädagogische und medizinische Hilfe zu verbessern, damit sie in der Gesellschaft ihrer Wahl sicher, akzeptiert und wohlhabend leben können“. Zu den anderen Gruppen gehören Assisting Children in Need (ACN) und Under the Same Sun, wo Ash, der selbst Albinismus hat, seine Bestrebungen und sein Ziel für das Projekt darlegt: "Ich habe einen Traum, dass eines Tages in Afrika Menschen mit Albinismus ihren rechtmäßigen Platz in allen Bereichen der Gesellschaft einnehmen werden und dass die Tage der Diskriminierung von Menschen mit Albinismus nur noch eine schwache Erinnerung sein werden!
Die Internationale Föderation des Roten Kreuzes (IFRC) ist ein wichtiger Teil der Albino-Schutzbewegung, die sich dafür einsetzt, dass Menschen mit Albinismus in Burundi sicher in die Gesellschaft zurückkehren, „in dem Bestreben, ihre Verwundbarkeit gegenüber Jägern, Hautkrebs sowie erzieherischer und sozialer Marginalisierung zu minimieren.“:84 Die IFRC arbeitet insbesondere mit dem Schutz von Müttern und Kindern, die sich vor Verfolgung fürchten, und sie hilft ihnen, sichere Häuser und Schutz zu bieten, wo Kinder Angst vor Angreifern haben. Durch die Bereitstellung einer speziellen Arena für die Albinos gewährleistet sie Sicherheit, Schutz und eine Umgebung der Liebe, des gegenseitigen Verständnisses, allesamt mit Albinismus, und Einheit im Kampf gegen Verfolgung und Diskriminierung. Das Rote Kreuz hat in seinen Veröffentlichungen sehr deutlich gemacht, dass die Regierung auch drastische Schritte zum Schutz von Personen mit Albinismus unternehmen muss, um die Verfolgung zu stoppen. Sie haben erklärt, dass die Regierung unbedingt danach streben muss, „einen wirksamen Rechtsschutz für Menschen mit Albinismus zu gewährleisten, lokale Verwaltungsstrukturen zu nutzen, um untergetauchte Albinisten ausfindig zu machen und zu schützen, öffentliche Antidiskriminierungskampagnen durchzuführen und die medizinische Versorgung bedürftiger Albinos auszuweiten“.
Asante Mariamu ist eine weitere Organisation, die nach dem Überleben von Mariamu Staford aus einem Anti-Albino-Angriff heraus gegründet wurde und die entschlossen ist, sicherzustellen, dass es „eine rasche Strafverfolgung und Verurteilung ihrer Mörder“ gibt und damit die Gerechtigkeit fördert:84 Diese Geschichte wurde im März 2010 dem US-Repräsentantenhaus vorgelegt, wo der US-Kongressabgeordnete Gerry Connolly von dieser schrecklichen Geschichte betroffen war und „mich dazu bewegt hat, Maßnahmen zu ergreifen“. Er brachte einen Gesetzentwurf ein, um gegen schwere Gewalt gegen Personen mit Albinismus in Ostafrika vorzugehen und den Tätern Gerechtigkeit und Bestrafung zukommen zu lassen. Im März 2010 sprach er vor dem Haus und forderte seine Kollegen auf, „sich mir und Mariamu Stanford anzuschließen, um die internationale Aufmerksamkeit auf diesen schrecklichen Missbrauch von Menschenrechten zu lenken“. Dieses Gesetz verurteilt jede Verletzung, Ermordung oder Verstümmelung von Personen mit Albinismus und fordert insbesondere die lokale ostafrikanische Regierung, insbesondere in Tansania und Burundi, „unverzüglich Maßnahmen zu ergreifen, um weitere Gewalt gegen Personen mit Albinismus zu verhindern“. Es gibt noch viele andere, die daran arbeiten, Menschen mit Albinismus vor Verfolgung zu schützen und angemessene Gesundheitsfürsorge, Sonnenschutz und Lernmöglichkeiten bereitzustellen, um sicherzustellen, dass Menschen mit Albinismus fair und mit allen Menschenrechten behandelt werden und nicht wie Tiere aus Angst um ihr Leben gejagt werden. Der Albino-Awareness-Tag wurde auch von Dr. Aisha Sethi, einer Assistenzprofessorin für Dermatologie an der Pritzker School of Medicine, ins Leben gerufen, der jedes Jahr am 4. Mai gefeiert wird. Der Präsident hat auch Al-Shymaa Kway-Geer, selbst eine Person mit Albinismus, zum Abgeordneten ernannt, der im tansanischen Parlament eine Stimme für den Schutz vor Verfolgung von Personen mit Albinismus in der Gesellschaft sein will und sich für Einrichtungen und Unterstützung ihres physischen, medizinischen und pädagogischen Schutzes und ihrer Verbesserung einsetzt.

### Under the Same Sun (UTSS)
Under the Same Sun ist eine von Kanada gegründete Organisation mit Schwerpunkt Tansania und Sitz in Daressalam, die 2008 von Peter Ash mit der Vision gegründet wurde, „durch Anwaltschaft und Bildung das Wohlergehen von Personen zu fördern, die oft an den Rand gedrängt oder missverstanden werden“. Wir werden von der Überzeugung angetrieben, dass alle Menschen einen inneren Wert haben und dass sie nach dem Bild Gottes geschaffen sind". Deshalb handeln sie nach den moralischen und menschenrechtlichen Werten, um die Opfer zu unterstützen, damit die Diskriminierung und Verfolgung unschuldiger Menschen mit Albinismus ein Ende hat. Laut Under The Same Sun ist es zur Ausrottung von Angriffen auf Menschen mit Albinismus notwendig, „sich darauf zu konzentrieren, die Abhängigkeit von Hexereiüberzeugungen zu beseitigen, indem man die Bereitstellung von Infrastruktur wie Schulen und Krankenhäusern verstärkt und gleichzeitig den Sinn für Fairness durch eine Verbesserung des Justizsystems stärkt.“:4 Daher ist es notwendig, Menschen mit Albinismus ihr Recht auf eine menschliche und gerechte Behandlung als funktionierende Mitglieder der Gesellschaft wiederzuerlangen, die zwar anders aussehen und schwer verwundbar sind, aber es nicht verdienen, ermordet oder in irgendeiner Weise verletzt zu werden, weil alte Mythen behaupten, dass die Opfer dieser Menschen einen zukünftigen Nutzen für eine andere Person schaffen.

### Amnesty International (AI)
Amnesty International ist eine Menschenrechtsorganisation, die 1961 von Peter Benenson, einem britischen Anwalt und Menschenrechtsaktivisten, gegründet wurde. Sie verfügt über zahlreiche Büros in Afrika, im asiatisch-pazifischen Raum, in Mittel- und Osteuropa, Lateinamerika und im Nahen Osten. Das Ziel der Organisation ist es, dazu beizutragen, Freiheit und Erfolg für alle Menschen weltweit zu erreichen. Sie hat mehrere Kampagnen gegen die Verfolgung und Diskriminierung von Menschen mit Albinismus durchgeführt. Albinismus in Malawi: Stop the Killings" ist eine Kampagne der Organisation, die gestartet wurde, um „rituelle Morde an Menschen mit Albinismus zu stoppen“. Darüber hinaus stellt die Organisation eine Fülle von Informationen und statistischen Untersuchungen zum Albinismus für andere Organisationen zur Verfügung, die für die gleiche Sache kämpfen.

## Filme über die Verfolgung des Albinismus
Die entstandenen Filme tragen auch dazu bei, das Bewusstsein zu schärfen und die Geschichten von verfolgten Personen mit Albinismus zu erzählen, angefangen mit In My Genes, einem kenianischen Dokumentarfilm von 2009 unter der Regie von Lupita Nyong’o (später ein Hauptdarsteller aus dem Film Twelve Years a Slave von 2013). Im Jahr 2010 folgten White and Black: Crimes of Color des kanadischen Filmemachers Jean-François Méan, der die Geschichte von Vicky Ntetema erzählt, einer tansanischen Journalistin, die den Handel mit albinotischen Körperteilen in Tansania untersucht hat. Dieser Film wurde zum Eckpfeiler einer von Under the Same Sun gesponserten nationalen Kampagne zur Beendigung der Welle der Gewalt. Nach der Ausstrahlung des Films ging die seit drei Jahren konstante Mordrate um 90 % zurück.
White Shadow, ein deutsch-italienisch-tansanischer Spielfilm 2013, geschrieben, produziert und inszeniert von Noaz Deshe, machte international auf das Thema aufmerksam, lief auf verschiedenen Filmfestivals und gewann den Preis für den Löwen der Zukunft bei den Festspielen von Venedig. Ebenfalls 2013 erschien In the Shadow of the Sun, ein Dokumentarfilm, der in Tansania im Laufe von sechs Jahren von Harry Freeland gedreht wurde. Er zeigt die Kämpfe von Josephat Torner, einem Kämpfer für die Entmystifizierung des Aberglaubens über albinistische Menschen und ihre Verwendung für Hexerei; und den jugendlichen Vedastus, der hofft, die Verfolgung von Menschen mit Albinismus bis ins Erwachsenenalter zu überleben. Und auch The Beautiful Ones Are Born, ein noch nicht veröffentlichter Kurzfilm von einem der jüngsten nigerianischen Filmemacher Dami Taiwo.

## Andere afrikanische Länder
Bis Juni 2008 wurden Morde im benachbarten Kenia und möglicherweise auch in der Demokratischen Republik Kongo gemeldet.
Im Oktober 2008 berichtete die AFP über die weitere Ausweitung der Tötungen von Albinos auf die Region Ruyigi in Burundi. Körperteile der Opfer werden dann nach Tansania geschmuggelt, wo sie für Hexendoktor-Rituale und -Tränke verwendet werden. Die Albinos sind zu „einem Handelsgut“ geworden, kommentierte Nicodeme Gahimbare in Ruyigi, der in seinem befestigten Haus einen lokalen sicheren Hafen eingerichtet hat.
Bis 2010 wurden auch Fälle von Swasiland (heute: Eswatini) gemeldet.

### Südafrika

#### Biologie
Der okulokutane Albinismus, OCA2, ist der häufigste Gentyp von Albinismus vererbte Störungen in der Bantu-Population des südlichen Afrikas. Er tritt mit einer Häufigkeit von 1:4000 auf. Die Inzidenz bei den Sotho im Norden Südafrikas ist mit einem Verhältnis von 1:1500 bei Neugeborenen am höchsten. Albinismus ist mit einer Häufigkeit von 1:1900 unter der schwarzen Bevölkerung die größte Ursache für Sehstörungen im Kindesalter im nördlichen Südafrika. Die Statistiken über Albinismus in Südafrika sind jedoch weitgehend unvollständig. Studien, die von der Weltgesundheitsorganisation 2006 zitiert wurden, berichten, dass 1:4000 mit Albinismus geboren wurden, im Vergleich zu etwa 1:20000 weltweit.
Der südafrikanische Humangenetiker Trefor Jenkins hat einen enormen Beitrag zum Verständnis des sozialen und kulturellen Milieus des Albinismus, der medizinischen Risiken und Implikationen sowie zur Aufklärung der molekularen Grundlagen und der Ätiologie von OCA2 im südlichen Afrika geleistet.

#### Hautkrebs
Kinder mit Albinismus in ländlichen Gegenden sind hohen Mengen an ultraviolettem Licht ausgesetzt, ohne dass eine angemessene Schutzausrüstung vorhanden ist, was zu Hautschäden führt. Nur 12 % der öffentlichen Schulen stellten Sonnenschutzmittel mit SPF15 für Kinder mit Albinismus zur Verfügung. Das Plattenepithelkarzinom des Kopfes und Halses ist die häufigste Art von Hauttumoren bei afrikanischen Patienten mit Albinismus. Nichtmelanom-Karzinome, nämlich Basal- und Plattenepithelkarzinome, die in schwarzen Bevölkerungsgruppen normalerweise selten sind, sind unter der gefährdeten Gruppe, die mit Albinismus lebt, weit verbreitet. Eine südafrikanische Studie mit 111 Teilnehmern mit OCA ergab, dass 23 % dieser Teilnehmer Hautkrebs entwickelten, wobei der Kopfbereich die am häufigsten betroffene Stelle war. Viele Menschen aus ländlichen Gebieten wie dem Ostkap mit Albinismus sind sich der Vorsichtsmaßnahmen zum Schutz ihrer Haut nicht bewusst. Dr. Willie Visser, Leiter der Abteilung für Dermatologie an der Universität Stellenbosch und am Tygerberg-Krankenhaus, sagte, dass weiße Südafrikaner erst nach dem 60. Lebensjahr an Hautkrebs erkrankten, während die meisten Albinos erst im Alter von 20 Jahren an Hautkrebs erkrankten. Die staatlichen Gesundheitseinrichtungen sind verpflichtet, den Albinos monatlich Sonnenschutzcreme zur Verfügung zu stellen, doch wird dieser Bedarf aufgrund von Lagerbeständen und mangelndem Wissen des Gesundheitspersonals nicht immer erfüllt.

#### Rassische Klassifikation
Rassisches Aussehen und Abstammung spielten während der Apartheid eine Schlüsselrolle bei der rassischen Klassifizierung. Zusätzlich geben verschiedene soziologische und psychologische Faktoren der Hautfarbe ihre vielfältigen Konnotationen. Die Hautfarbe ist traditionell ein unmittelbarer Indikator zur Identifizierung von Rassen- und Rassenunterschieden. Traditionelle Definitionen von Rasse legen nahe, dass Rasse und Farbe untrennbar miteinander verbunden sind, denn bei Menschen mit Albinismus sind Rasse und Farbe nicht miteinander verbunden. Obwohl Farbe und Rasse austauschbar verwendet werden, bleiben sie unabhängige Diskriminierungsgründe. Menschen mit Albinismus sollten vor ungerechter Diskriminierung aufgrund ihrer Rasse und ihrer Hautfarbe geschützt werden. Menschen, die mit Albinismus leben, sind Diskriminierung, Stigmatisierung und Vorurteilen aufgrund ihrer Hautfarbe und ihrer Rasse ausgesetzt. Die Diskriminierung aufgrund der Hautfarbe kann interrassisch oder intrarassisch sein. Scott argumentiert, dass eine neue Kategorie von Hautfarbe vorgeschlagen werden sollte, da die derzeitigen Rassenklassifikationen Menschen, die mit Albinismus leben, keinen angemessenen Schutz bieten. Mswela argumentiert, dass zusätzliche Einteilungen und Klassifizierungen der Rasse die mit der Rasse verbundenen Probleme verstärken werden.

#### Diskriminierung
Der Unterschied im Aussehen des albinistischen Kindes führt zu Sozialisierungs- und Anpassungsproblemen. Der ausgeprägte phänotypische Unterschied zwischen schwarzen (afrikanischen) Menschen mit Albinismus und dem Rest der Bevölkerungsgruppe führt zu Barrieren bei der sozialen Integration und damit zur Ächtung. Mit Albinismus lebende Südafrikaner gehören zu den am stärksten gefährdeten Bevölkerungsgruppen des Landes, und es gibt kaum einen ernsthaften Versuch, diese Bürger vor Menschenrechtsverletzungen, Gewaltverbrechen und Bedrohungen zu schützen. Das Ausmaß der Gewaltverbrechen für Menschen mit Albinismus ist nicht so hoch wie in anderen afrikanischen Ländern, jedoch wurde ein Anstieg der Gewaltverbrechen gegen Menschen mit Albinismus festgestellt. Ihre Empfindlichkeit gegenüber Sonnenlicht, die das Ausmaß ihrer Teilnahme an Aktivitäten im Freien einschränkt, trägt zur physischen und sozialen Isolation von Kindern mit Albinismus bei. Nach der Entscheidung des Verfassungsgerichts im Fall Carmichele gegen den Minister für Sicherheit und Gefahrenabwehr wurde der Regierung die Verpflichtung und Verantwortung auferlegt, gefährdete Menschen zu schützen. Der Rechtsstreit im Fall Carmichele schafft eine Strategie zur Einleitung einer vorsorglichen Klage gegen den Staat, die auf der Behauptung beruht, dass der Staat die Pflicht hat, Menschen mit Albinismus vor Gewalttaten zu schützen. Die südafrikanische Regierung hat den Monat September zum Monat der Sensibilisierung für den Albinismus erklärt. Thando Hopa, ist eine 24-jährige Staatsanwältin und Vorbild, die mit Albinismus lebt. Sie ist eines der wenigen schwarzen Albinomodelle und Albinismus-Aktivisten in der Welt.

#### Mythen
Viele afrikanische Gemeinschaften sind eher auf traditionelle Erklärungen des Albinismus als auf die biomedizinische Erklärung angewiesen. Dies führt oft zu einer negativen Sozialisierung des Individuums mit Albinismus. Menschen, die mit Albinismus leben, werden oft mit abwertenden Namen wie „inkawu“, dem Nguni-Begriff für weißen Pavian, „isishawa“, einer Zulu-Übersetzung einer verfluchten Person, sowie „zeru zeru“, was so viel wie „geisterhaft“ bedeutet, bezeichnet. Der Suaheli-Begriff „Zeru“ wird auch in Tansania häufig verwendet.
Drei Personen wurden für den Mord an der 20-jährigen Thandazile Mpunzi verurteilt, darunter ihr 17-jähriger Freund. Der Freund lockte Mpunzi am Nachmittag des 1. August 2015 in ein isoliertes Gebiet im Phelandaba-Gebiet von Emanguzi im Norden von KwaZulu-Natal. Sie wurde erwürgt, ermordet und ihre Körperteile wurden zerstückelt. Sie planten, die Körperteile von Thandazile Mpunzi für ein Vermögen zu verkaufen. Sie behaupteten, ein traditioneller Heiler habe ihnen gesagt, sie würden reich werden, wenn sie Mpunzis Blut und Körperteile mit „Muthi“ vermischen würden. Zwei der Angeklagten bekannten sich des Mordes schuldig und werden zu 20 Jahren Gefängnis verurteilt. Es wird von zahlreichen Berichten über ermordete und vermisste Menschen mit Albinismus berichtet. Der Handel mit albinistischen Körperteilen ist zu einem lukrativen Geschäft geworden.

## Internationale Reaktion
Nachdem die Ereignisse im Zusammenhang mit der Ermordung von Albinos durch drei tansanische Männer von der BBC und anderen öffentlich bekannt gemacht worden waren, verurteilte das Europäische Parlament am 4. September 2008 die Tötung von Albinos in Tansania auf das Schärfste. Das US-Repräsentantenhaus verabschiedete am 22. Februar 2010 mit 418 zu 1 Stimmen die von Rep. Gerry Connolly (D, VA) eingebrachte H.-Resolution 1088. Die Resolution verurteilt die Angriffe und Tötungen; sie kategorisiert sie als Menschenrechtsverletzungen und fordert die Regierungen Tansanias und Burundis auf, solche Fälle energisch zu verfolgen und Aufklärungskampagnen durchzuführen, um die abergläubischen Überzeugungen zu bekämpfen, die den gewalttätigen Angriffen zugrunde liegen.